# Juraj Tóth
Juraj Tóth, né le 25 mars 1975, est un astronome slovaque.

## Biographie
Il est professeur d'astronomie à l'Université Comenius de Bratislava.
Le Centre des planètes mineures le crédite de la découverte de 16 astéroïdes, effectuée entre 1998 et 2001, toutes avec la collaboration d'autres découvreurs dont Adrián Galád, Dušan Kalmančok et Leonard Kornoš.
L'astéroïde (24976) Jurajtoth lui est dédié.
| (20664) Senec[1]                                                         | 31 octobre 1999    |
| (21802) Svoreň[2]                                                        | 6 octobre 1999     |
| (29824) Kalmančok[2]                                                     | 23 février 1999    |
| (59378) 1999 FV3 [1]                                                     | 19 mars 1999       |
| (59389) Oskarvonmiller[2]                                                | 24 mars 1999       |
| (59415) 1999 GJ[1]                                                       | 4 avril 1999       |
| (60009) 1999 TL17[1]                                                     | 15 octobre 1999    |
| (67019) 1999 XF137[2]                                                    | 13 décembre 1999   |
| (91156) 1998 QS60[1]                                                     | 31 août 1998       |
| (102532) 1999 UU4[1]                                                     | 31 octobre 1999    |
| (102626) 1999 VY27[2]                                                    | 15 novembre 1999   |
| (118366) 1999 GK[3]                                                      | 5 avril 1999       |
| (121336) 1999 TF6[2]                                                     | 6 octobre 1999     |
| (125372) 2001 VE72[2]                                                    | 15 novembre 2001   |
| (216524) 2001 HM20[1]                                                    | 27 avril 2001      |
| (219090) 1998 RA[1]                                                      | 1er septembre 1998 |
| Co-découvreurs : 1. avec A. Galád 2. avec L. Kornoš 3. avec D. Kalmančok |                    |